# Rebecca Cantrell
Rebecca Cantrell (geboren 1968) ist eine amerikanische Bestsellerautorin, die vor allem als Autorin der gemeinsam mit James Rollins geschriebenen Reihe The Order of the Sanguines Trilogy (deutsch: The Blood Gospel, Erin-Granger-Serie) international bekannt wurde. Sie ist zudem Autorin der vierteiligen und preisgekrönten Hannah-Vogel-Serie.

## Leben
Cantrell schrieb und veröffentlichte ab 2009 ihre erste Romanserie über die Kriminalreporterin Hannah Vogel, die in den 1930er Jahren in Berlin aktiv ist. Mit dem ersten Roman der Serie gewann sie 2010 den Sue Feder Memorial Historical Mystery Award der Macavity Awards sowie den Bruce Alexander Memorial Historical Mystery Award der Left Coast Crime Conference. Der vierte Band der Serie A City of Broken Glass wurde 2013 für den Mary Higgins Clark Award und ebenfalls für den Sue Feder Historical Mystery Macavity Award nominiert.
Für die The Order of the Sanguines-Trilogie, auf Deutsch Erin-Granger-Reihe, arbeitete Cantrell mit dem amerikanischen Autor James Rollins zusammen. Der erste Band der Serie, The Blood Gospel, wurde ein Bestseller in den Vereinigten Staaten und erreichte die Position 17 der The-New-York-Times-Bestsellerliste. Die deutsche Übersetzung Das Evangelium des Blutes wurde am 18. August 2014 veröffentlicht und erreichte die Position 35 der Spiegel-Bestsellerliste.
Rebecca Cantrell ist verheiratet und lebt mit ihrem Mann und ihrem Sohn in Berlin.

## Werke
Hannah-Vogel-Serie
- A Trace of Smoke (Forge Books, 2009)
- A Night of Long Knives (Forge Books, 2010)
- A Game of Lies (Forge Books, 2011)
- A City of Broken Glass (Forge Books, 2012)

The Order of the Sanguines Trilogy / Erin-Granger-Reihe (mit James Rollins)
- 0.5: "City of Screams" (Kurzgeschichte E-Book; William Morrow, 2012)
- 1.0: The Blood Gospel (William Morrow, 2013); übersetzt als Das Evangelium des Blutes. Aus dem Amerikanischen von Norbert Stöbe. Blanvalet, 2014, ISBN 978-3-442-37670-4.
- 1.5: "Blood Brothers" (Kurzgeschichte E-Book; William Morrow, 2013)
- 2.0: Innocent Blood (William Morrow, 2013); übersetzt als Das Blut des Verräters. Aus dem Amerikanischen von Norbert Stöbe. Blanvalet, 2015, ISBN 978-3-7341-0119-9.
- 3.0: Blood Infernal (William Morrow, 2015)

Joe Tesla Series
- The World Beneath: A Joe Tesla Novel. Selbstverlag E-Book, 2013 (Gewinner des International Thriller Writers Award)[7]
- The Tesla Legacy. Selbstverlag E-Book, 2015.

Kurzgeschichten
- On the Train. In: Lee Child (Hrsg.): First Thrills: High-Octance Stories from the Hottest Thriller Authors. Forge Books, 2010.